# Gunung Jaring Alus
Gunung Jaring Alus är ett berg i Indonesien.   Det ligger i provinsen Aceh, i den västra delen av landet, 1 700 km nordväst om huvudstaden Jakarta. Toppen på Gunung Jaring Alus är 1 065 meter över havet, eller 112 meter över den omgivande terrängen. Bredden vid basen är 1,7 km.
Terrängen runt Gunung Jaring Alus är kuperad.Runt Gunung Jaring Alus är det ganska tätbefolkat, med 239 invånare per kvadratkilometer. I omgivningarna runt Gunung Jaring Alus växer i huvudsak städsegrön lövskog.